# Фримен-Томас, Фримен, 1-й маркиз Уиллингдон
Фри́мен Фри́мен-То́мас, 1-й маркиз Уи́ллингдон (англ. Freeman Freeman-Thomas; 12 сентября 1866, Уиллингдон, Суссекс — 12 августа 1941, Лондон) — британский государственный деятель. Депутат Палаты общин от Либеральной партии (1900—1910), губернатор Бомбея в 1913—1918 и Мадраса в 1919—1924 годах, генерал-губернатор Канады с 1926 по 1931 год и вице-король Индии с 1931 по 1936 год.

## Биография

### Молодые годы и начало политической карьеры
Фримен Томас родился в 1866 году в Суссексе в семье Фредерика Томаса и Мейбл Бранд, став их единственным сыном (в 25-летнем возрасте он получил дополнительную фамилию Фримен). Окончив Итонский колледж и Кембриджский университет, поступил на военную службу в Королевский полк артиллерии.
В 1892 году Фримен-Томас познакомился со своей будущей женой, леди Мэри Аделаидой Брасси, впоследствии родившей ему двух сыновей. С 1895 по 1898 год он служил адъютантом губернатора Виктории (Австралия). В 1900 году Фримен-Томас был избран в Палату общин от Гастингса, представляя там Либеральную партию. Он был включён в состав правительственного кабинета как младший лорд Казначейства. Не сумев переизбраться в парламент от Гастингса в 1906 году, Фримен-Томас выставил свою кандидатуру в другом округе — Бодмине — и снова добился победы, вернувшись в Палату общин до 1910 года.

### Камергер и колониальный чиновник
После работы в должности секретаря премьер-министра Асквита Фримен-Томас был произведён королём Георгом V в пэры Соединённого королевства как барон Уиллингдон из Раттона. Он также получил придворный чин камергера (англ. Lord in Waiting) и в этом качестве часто становился партнёром короля на лаун-теннисном корте.
В 1913 году Уиллингдон был направлен в Индию как колониальный чиновник, получив назначение на пост губернатора Бомбея. В этой должности он после начала мировой войны руководил организацией ухода за ранеными в Месопотамской кампании. В это время он также впервые столкнулся с Мохандасом Карамчандом Ганди, который произвёл на него впечатление честного человека, но «опасного большевика» по своим взглядам. Несмотря на трения с Ганди, отмечались заслуги Уиллингдона в преодолении расовых барьеров между англичанами и индийцами.
Покинув должность губернатора Бомбея в 1918 году, на следующий год Уиллингдон был назначен губернатором Мадраса. Этот пост он занимал до 1924 года, инициировав в это время коренную реконструкцию морского порта в Кочине, порученную инженеру Роберту Бристоу. В процессе работ по перестройке порта грунт, поднятый драгами со дна, был использован для сооружения искусственного острова Уиллингдон, на котором разместились новые портовые службы. В качестве губернатора Мадраса Уиллингдон также провёл первые в истории провинции выборы в местный законодательный совет, но вынужден был ввести военное положение в Малабарском округе в ответ на вспыхнувшее там восстание. В июне 1924 года ему был пожалован титул виконта. Его служба в Индии была уже в 1913 году отмечена званием великого командора ордена Индийской империи, в 1917 году — рыцаря Большого креста ордена Британской империи, а в 1918 году — великого командора ордена Звезды Индии. В 1926 году он стал рыцарем Большого креста ордена Святых Михаила и Георгия.

### Генерал-губернатор Канады и вице-король Индии

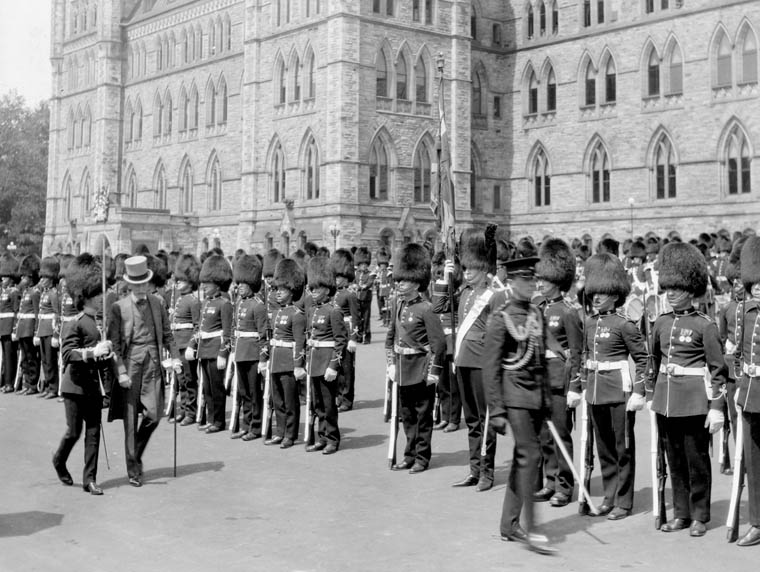
Виконт Уиллингдон принимает участие в торжествах, посвящённых 60-й годовщине Канадской конфедерации. Июль 1927 года

В августе 1926 года Уиллингдон, находившийся с дипломатической миссией в Китае, получил сообщение о назначении на пост генерал-губернатора Канады. Консервативное правительство Болдуина согласилось на это назначение неохотно, намекая королю, что на данный пост есть лучшие кандидатуры, однако Георг V настоял на своём и был поддержан канадским премьер-министром Маккензи Кингом. Уиллингдон стал последним генерал-губернатором Канады, назначенным непосредственно британским монархом. В том же месяце, когда состоялось его назначение, Имперская конференция изменила статус доминионов, признав их полностью автономными от Великобритании; таким образом, лорд Уиллингдон стал первым генерал-губернатором, действующим в соответствии с рекомендациями канадского правительства, а не по распоряжениям из Лондона.
В Канаде новый генерал-губернатор быстро стал популярен благодаря неформальной манере общения и хорошему чувству юмора. Вместе с супругой они проявили себя как меценаты, расширив конкурс искусств, учреждённый лордом Греем, и добавив к соревнованиям в области музыки и сценического искусства также награды за произведения живописи и скульптуры. Как покровитель спорта, он пожертвовал Королевской канадской ассоциации гольфа приз, носящий его имя и вручаемый по итогам межпровинциальных любительских соревнований. Уиллингдон стал первым генерал-губернатором Канады, совершившим воздушный перелёт (из Оттавы в Монреаль и обратно) и первым носителем этого звания, официально посетившим Вашингтон. Ближе к концу срока его пребывания в должности началась Великая депрессия, заставившая генерал-губернатора искать пути борьбы с безработицей в Канаде.

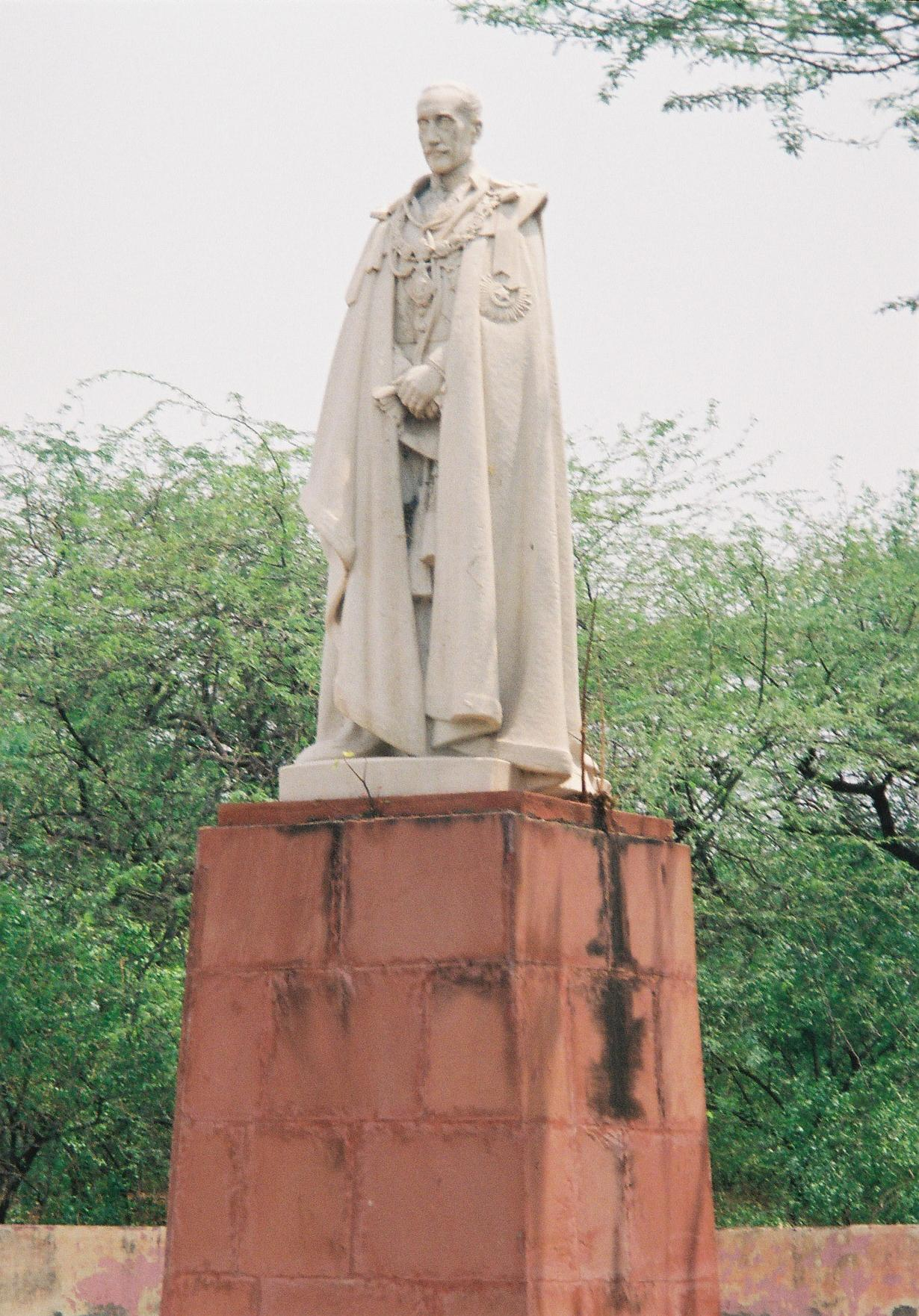
Памятник лорду Уиллингдону в Дели

В 1931 году лорда Уиллингдона сменил на посту генерал-губернатора Канады граф Бессборо. Уиллингдон, вернувшись в Англию, также получил графский титул, был введён в Тайный совет Великобритании и немедленно отправлен в Индию в ранге вице-короля. Там он столкнулся с массовой кампанией гражданского неповиновения, возглавляемой Ганди. От вице-короля в этой ситуации требовалось одновременно добиваться полного исполнения законов и совершать шаги по реализации права вверенного ему доминиона на политическую автономию. Он отказался от уступок местным лидерам, которые сделал его предшественник лорд Ирвин, и ввёл жёсткие санкции против Индийского национального конгресса. Тысячи индийцев были арестованы, включая Ганди, которому были предъявлены обвинения в подстрекательстве и который в знак протеста начал голодовку.
Одновременно с борьбой против Индийского национального конгресса Уиллингдон продолжал в Лондоне консультации о конституционной реформе в Индии. Когда он не был допущен в Королевский яхт-клуб Бомбея, явившись туда в сопровождении друзей-индийцев, вице-король основал открытый Бомбейский спортивный клуб. Он способствовал развитию скаутского движения в Индии, а его жена вела борьбу за обеспечение базовых прав человека в этой стране. Уиллингдон организовал масштабные общественные работы по постройке плотин на Инде, одновременно решая проблему безработицы и обеспечивая орошение больших сельскохозяйственных площадей. При нём также был построен аэропорт в Дели, носивший его имя (и бывший основным аэропортом индийской столицы до открытия Международного аэропорта имени Индиры Ганди).

### Последние годы жизни
Лорд Уиллингдон вернулся из Индии на родину в 1936 году и был пожалован титулом маркиза, став одним из первых представителей английского простонародья, получивших этот титул. Он продолжал выполнять дипломатические поручения, побывав с миссиями доброй воли в Южной Америке и представляя корону в Новой Зеландии в дни празднования её столетия. В 1937 году он стал канцлером ордена Святых Михаила и Георгия, а с 1936 по 1941 год был лордом-хранителем Пяти портов в Суссексе.
Маркиз Уилдингдон умер в Лондоне в 1941 году; леди Уилдингдон пережила его на 19 лет.